# 嵐レコード
嵐レコード（らんレコード）は、日本の芸能事務所である。2011年11月より神奈川県川崎市宇奈根に事務所を移す。

## 所属タレント
- 横浜銀蝿
- 天蝶二
- マンモス銀次
- 松島好希
- 高橋和勧
- 樹カズ
- リーゼント山崎
- 相川美羽